# Andrzej Notkowski
Andrzej Notkowski (ur. 17 grudnia 1946 w Poznaniu, zm. 12 sierpnia 2003 w Zakopanem) – polski historyk, prasoznawca, profesor w Uniwersytecie Pedagogicznym im. Komisji Edukacji Narodowej w Krakowie. 

## Życiorys

### Działalność naukowa
W 1969 ukończył studia magisterskie na Uniwersytecie Warszawskim. W 1976 uzyskał stopień doktora nauk humanistycznych na podstawie dysertacji pt. Polska prasa prowincjonalna Drugiej Rzeczypospolitej 1918–1939, napisanej pod kierunkiem prof. Andrzeja Garlickiego, a w 1986 stopień doktora habilitowanego nauk humanistycznych na podstawie rozprawy pt. Prasa w systemie propagandy rządowej w Polsce w latach 1926–1939. Studium techniki władzy. W 1997 uzyskał tytuł profesora nauk humanistycznych. 
Jego zainteresowania badawcze koncentrowały się wokół polskich ruchów politycznych XIX i XX wieku, historii prasy polskiej XIX i XX wieku oraz lokalnego czasopiśmiennictwa. 
W latach 1969–1992 pracował w Instytucie Badań Literackich Polskiej Akademii Nauk, w latach 1988–1991 w Wyższej Szkole Pedagogicznej w Kielcach, w latach 1995–2003 w Akademii Pedagogicznej im. Komisji Edukacji Narodowej w Krakowie. Od 1996 wykładał także w Szkole Wyższej im. Pawła Włodkowica w Płocku oraz Wyższej Szkole Dziennikarskiej im. Melchiora Wańkowicza w Warszawie. 
Wśród wypomowanych przez niego doktorów znaleźli się: Jolanta Dzieniakowska (1994), Barbara Gierszewska (1994). 
Był członkiem Komisji Prasoznawczej PAN Oddział w Krakowie oraz Polskiego Towarzystwa Historycznego. 

### Działalność pozanaukowa
Należał do Związku Młodzieży Socjalistycznej, z którego został wykluczony w 1967. W latach 1989–1991 doradca ministra – kierownik Działu Analiz i Informacji Agencyjnej w Biurze Prasowym Rządu Urzędu Rady Ministrów. W latach 1990–1991 był doradcą przewodniczącego Komisji Likwidacyjnej RSW „Prasa-Książka-Ruch”. 
W latach 1993–1994 był dyrektorem Biura Prasy i Informacji Ministerstwa Obrony Narodowej, a w latach 1994–1995 doradcą sekretarza stanu w tymże resorcie. 
W 1999 „za wzorowe, wyjątkowo sumienne wykonywanie obowiązków wynikających z pracy zawodowej” został odznaczony Złotym Krzyżem Zasługi. 
Zmarł w Zakopanem, został pochowany na cmentarzu w Podkowie Leśnej. 

## Wybrane publikacje
- Pod znakiem trzech strzał. Prasa Polskiej Partii Socjalistycznej w latach 1918–1939, 1997, ISBN 83-86663-28-6
- Prasa w systemie propagandy rządowej w Polsce 1926–1939: studium techniki władzy, 1987, ISBN 83-01-06946-5
- Polska prasa prowincjonalna Drugiej Rzeczypospolitej 1918–1939, 1982, ISBN 83-01-01155-6
- Ludwik Waryński, 1978 i 1989[6][2]